# Carrilobo
Carrilobo är en ort i Argentina.   Den ligger i provinsen Córdoba, i den centrala delen av landet, 500 km nordväst om huvudstaden Buenos Aires. Carrilobo ligger 185 meter över havet och antalet invånare är 1 522.
Terrängen runt Carrilobo är mycket platt, och sluttar österut. Runt Carrilobo är det ganska glesbefolkat, med 21 invånare per kvadratkilometer..
Trakten runt Carrilobo består till största delen av jordbruksmark.